# Drethem
Drethem ist ein Ortsteil der Gemeinde Neu Darchau im Landkreis Lüchow-Dannenberg in Niedersachsen.
Das Dorf liegt südöstlich des Kernbereichs von Neu Darchau und direkt am Westufer der Elbe. 

## Geschichte
Am 1. Juli 1972 wurde Drethem in die Gemeinde Neu Darchau eingegliedert.

## Kultur und Sehenswürdigkeiten

### Kirche
Die evangelische Kirche ist ein Saalbau aus Backstein, der aus dem 18. Jahrhundert stammt. Die Nordseite enthält Fachwerk und trägt einen Dachreiter. Die Ausstattung mit Kanzelaltar stammt aus der Bauzeit der Kirche.

### Aussichtsturm

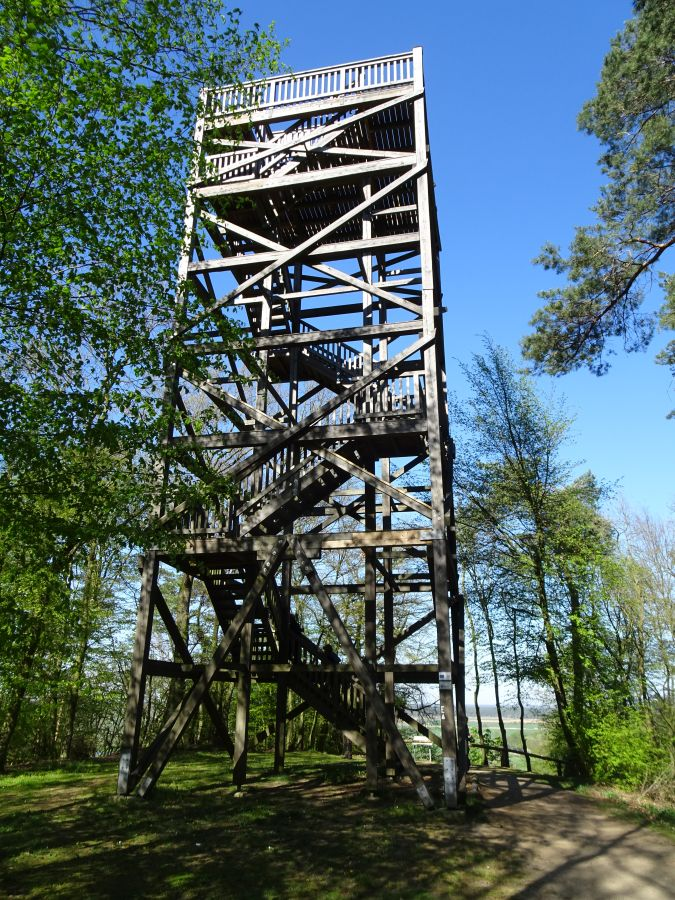
Aussichtsturm Kniepenberg

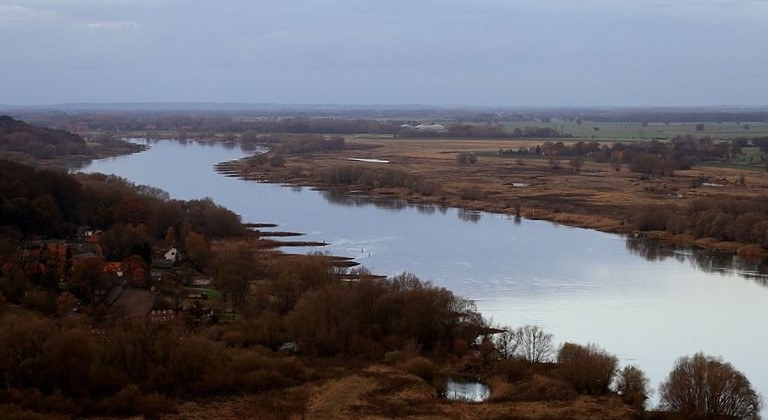
Blick vom Aussichtsturm Kniepenberg

Der Aussichtsturm Kniepenberg ist ein 2010 errichteter ca. 17 m hoher Holzturm auf dem südöstlich von Drethem gelegenen 86 m hohen Kniepenberg. Der Turm befindet sich im Biosphärenreservat Niedersächsische Elbtalaue zwischen Drethem und Hitzacker unweit des Elberadwegs und des Wanderwegs Klötzie-Stieg. Von seiner 16 m hoch liegenden Aussichtsplattform hat man einen guten Rundblick über das Elbtal und den Höhenzug Drawehn.